# Goldlauter
Goldlauter ist ein Teil des Ortsteils Goldlauter-Heidersbach der kreisfreien Stadt Suhl in Thüringen.

## Lage
Goldlauter liegt am Südhang des Thüringer Waldes am Fuß des Großen Beerberges (982,9 m) nördlich der Kernstadt Suhl, östlich von Zella-Mehlis und südlich von Oberhof im Tal des Nebenflusses Lauter, die in die Hasel fließt. Die Zellaer Straße verbindet mit Suhl und der Landesstraße 324.

## Geschichte
Goldlauter wurde am 21. Oktober 1519 erstmals urkundlich genannt.
Goldlauter war 1618–1668 von Hexenverfolgung betroffen. Sieben Frauen und ein Mann gerieten in Hexenprozesse, sechs Frauen wurden verbrannt.
Die Orte Heidersbach und Goldlauter wurden am 1. April 1938 zur Gemeinde Goldlauter-Heidersbach vereint und am 1. April 1979 in die Stadt Suhl eingemeindet. Goldlauter war noch um 1990 von der Kernstadt räumlich getrennt. Mit dem Wohngebiet Breites Feld sind der Ortsteil und die Kernstadt zusammengewachsen. Seitdem hat Goldlauter-Heidersbach 3500 Einwohner.

## Persönlichkeiten
- Ernst Anschütz (1780–1861), Lehrer, Organist, Dichter und Komponist bekannter Volks- und Kinderlieder
- Albert Kehr (1890–1979), Heimatdichter
- Reinhold Kleinlein (1883–1944), Widerstandskämpfer der NS-Zeit
- Erhardt Schübel (1901–1945) war ein kommunistischer Widerstandskämpfer gegen das Naziregime
- Rolf Weihs (1920–2000), Politiker (SED)